# Alex Meraz
Alex Meraz, ameriški televizijski in filmski igralec, *10. januar 1985, Mesa, Arizona, Združene države Amerike. Njegova najbolj znana vloga je vloga temperamentnega volkodlaka Paula v filmu Mlada luna, nadaljevanju filma Somrak.

## Zgodnje in zasebno življenje
Alex Meraz se je rodil 10. januarja 1985 v Mesi, Arizona, Združene države Amerike. Ima mehiške korenine. Šolal se je na šoli New School for the Arts in po šolanju je postal slikar in ilustrator, kasneje pa se je raje posvetil igralski karieri. Poročen je z Američanko vietnamskega izvora, po imenu Kim in z njo ima sina Somaka Meraza. Njegov mentor, Raoul Trujillo, je Somakov boter.

## Kariera
S svojo igralsko kariero je Alex Meraz začel leta 2005 v filmu The New World, nadaljeval pa jo je leta 2007, ko se je pojavil v filmu Two Spirits, One Journey Arhivirano 2009-10-01 na Wayback Machine. ter resničnostnemu šovu »Dancing with Spirit«-Here on Earth.
Letos je igral v filmu Mlada luna ter televizijskih serijah We Shall Remain in The American Experience, trenutno pa je ravno dokončal s snemanjem filma Mrk, nadaljevanje filma Mlada luna, ki v kinematografe predvidoma pride leta 2010.

## Filmografija
| Leto | Naslov                                                             | Vloga        | Ostalo          |
| ---- | ------------------------------------------------------------------ | ------------ | --------------- |
| 2005 | The New World                                                      | Core Warrior | film            |
| 2007 | Two Spirits, One Journey Arhivirano 2009-10-01 na Wayback Machine. | Luke         | kratki film     |
| 2007 | »Dancing with Spirit«-Here on Earth                                | Plesalec     | TV              |
| 2009 | We Shall Remain                                                    | Warrior      | TV              |
| 2009 | The American Experience                                            | Warrior      | TV              |
| 2009 | Mlada luna                                                         | Paul         | film            |
| 2010 | Mrk                                                                | Paul         | post-production |

## Nagrade in nominacije
- 2008 - Gemini za »najboljši nastop v umetniškem programu ali televizijski seriji« za Dancing with Spirit - nominiran